# Zarmanducte
Zarmanducte (em grego: Ζαρμανδουκτ(η); romaniz.: Zarmandoukt(e); em armênio: Զարմանդուխտ; romaniz.: Zarmanduxt ou Zarmandukht) foi uma nobre armênia que viveu no século IV que, através do casamento, tornou-se a rainha consorte da Armênia. Em 378, quando já era viúva, foi proclamada rainha reinante junto do regente Manuel Mamicônio e seus filhos Ársaces III (r. 378–389) e Vologases III (r. 378–386).

## Biografia
Zarmanducte foi uma contemporânea de quatro reis clientes romanos da Armênia: Papa (r. 370–374), Varasdates (r. 374–378) e Ársaces III (r. 378–387) com seu co-rei Vologases III (r. 378–386). Seu casamento ocorreu em data desconhecida durante o reinado de Papa. Os historiadores armênios não fornecem informações sobre o histórico familiar da rainha. Ela deu à luz dois filhos, Ársaces III e Vologases III. Em 378, após a derrubada de Varasdates (r. 374–378), Manuel Mamicônio, o asparapetes (comandante-em-chefe) da família Mamicônio, proclama Zarmanducte e seus filhos Ársaces III e Vologases III como governantes da Armênia.
Manuel deu a Zarmanducte o título de rainha e recebeu as mais altas honrarias na Armênia devido a sua promoção de estatuto. Em seguida, para se aproximarem da Pérsia, a rainha e o regente enviaram para a corte sassânida vários nacarares levando presentes para Sapor II (r. 309–379) que, em retribuição, enviou o marzobã Surena com 10 000 cavaleiros para defender a Armênia, além de uma coroa, um manto e o emblema dos reis para Zarmanducte e coroas para Ársaces e Vologases. Nada mais se sabe sobre Zarmanducte, sendo a data de sua morte desconhecida.